# تیم ملی فوتبال زنان ماکائو
تیم ملی فوتبال زنان ماکائو (انگلیسی: Macau women's national football team) نماینده فوتبال زنان این کشور در رده ملی است و تحت نظارت فدراسیون فوتبال ماکائو قرار دارد.